# ميرادولو تيرم (بافيا)
ميرادولو تيرم (بالإيطالية: Miradolo Terme)‏ هي بلدة تقع في مقاطعة بافيا بإقليم لومبارديا في شمال إيطاليا. تبلغ مساحة هذه المدينة 9.6 (كم²)، وترتفع عن سطح البحر م، بلغ عدد سكانها 3326 نسمة في عام 2004 حسب إحصاء المعهد الوطني للإحصاء.

## السكان
في سنة 1861 بلغ عدد السكان 3٬015 نسمة، وتطور العدد ليصل في سنة 2011 لـ 3٬792 نسمة.
يظهر هذا المخطط البياني تطور النمو السكاني لـ ميرادولو تيرم (بافيا)